# Karl Martindahl
Karl Glenn Martindahl, född 5 juni 1980 i Åtvidaberg, är en svensk sångare.
Martindahl debuterade som ung i TV-programmet Söndagsöppet, som hade en musiktävling för barn i början på 1990-talet, med gruppen The Flying Eagles och låten Philippa. Han slog flera år senare igenom i dokusåpan Fame Factory 2003-2004. Han har haft hits med bland annat Love Turns Water Into Wine som han framförde i Melodifestivalen 2004. 
Åren 2004-2005 släppte han album och spelade tillsammans med Johan Becker i popgruppen The Wallstones. De deltog i melodifestivalen 2005 med låten Invisible People.
2010 spelade han tillsammans med Daniel Karlsson och Robin Bengtsson in "Wake up World" som var den officiella sången för "Hjälp Haiti".
Karl Martindahl är son till före detta ÖIS-spelaren Glenn Martindahl.

## Diskografi

### Singlar
- 2003 - When you're coming back again
- 2004 - Love Turns Water Into Wine
- 2004 - Turn & walk away
- 2007 - B.B.B Baby
- 2018 - ’’Ingen annan, bara du’’
- 2019 - ’’Only love’’
- 2024 - "Happy New Year"[3]